# 大森車站 (東京都)

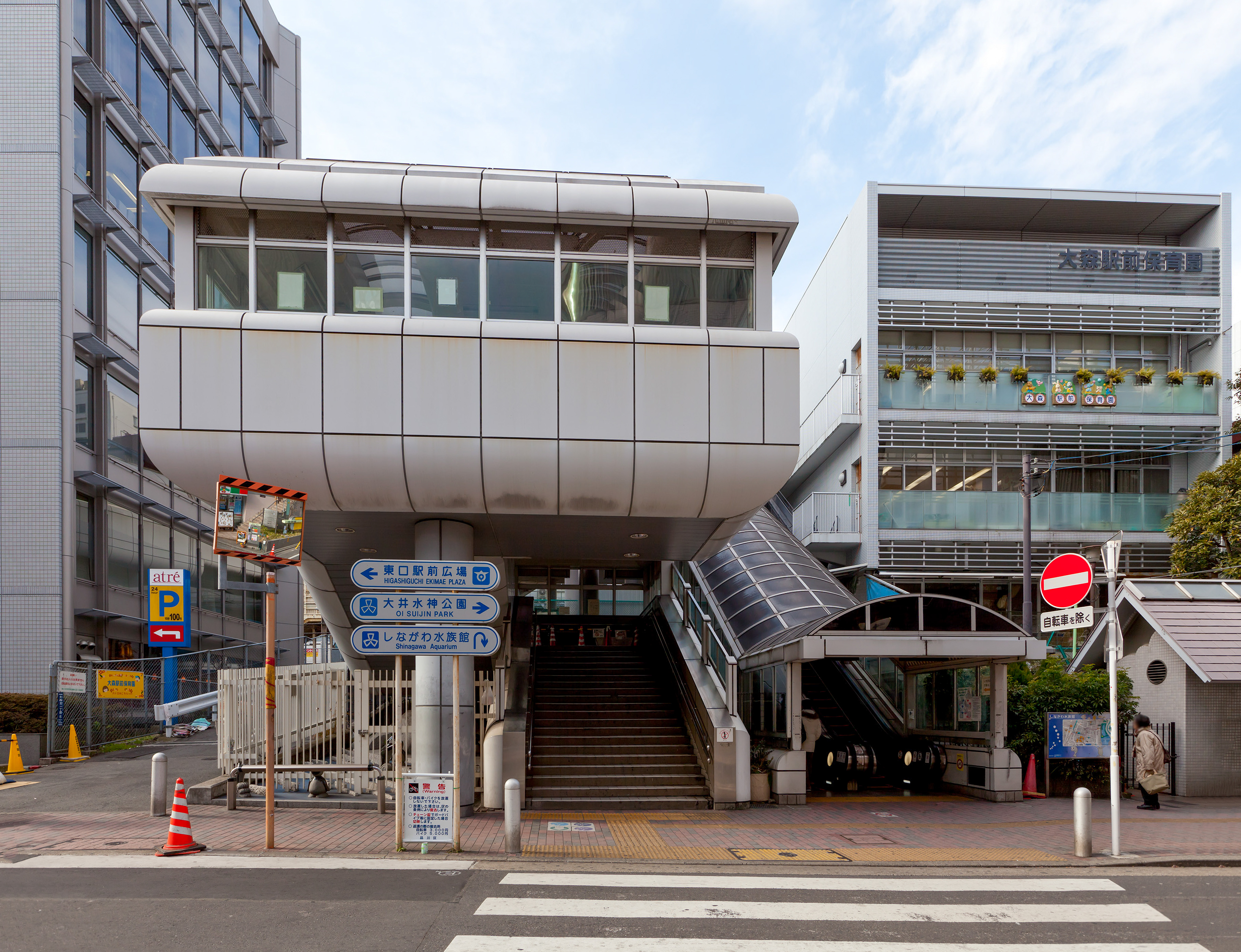
北口（2011年1月）

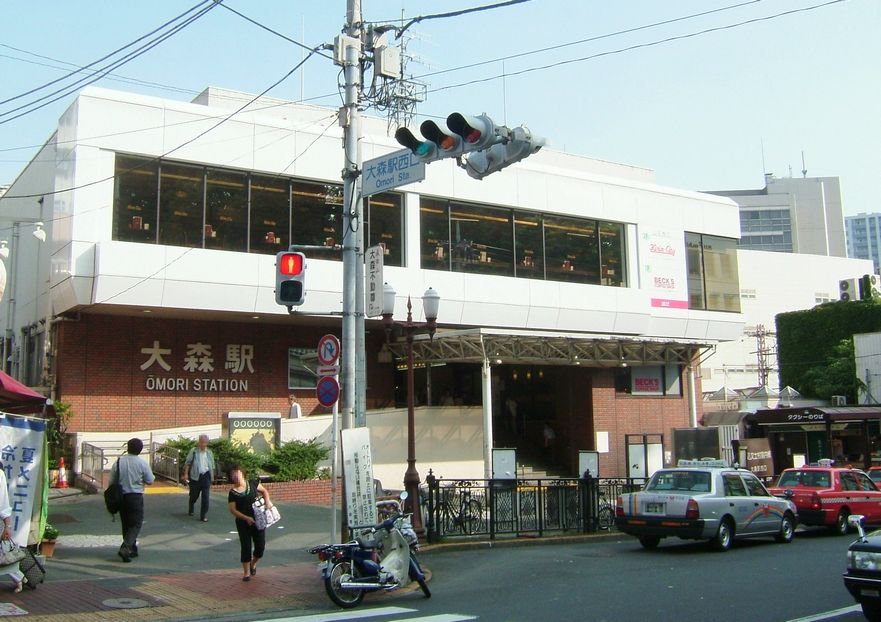
西口（2008年9月）

大森車站（日语：／ Ōmori eki */?）是一個位於東京都大田區大森北一丁目，屬於東日本旅客鐵道（JR東日本）的鐵路車站。車站編號是JK 18。
此站停靠的路線在軌道名稱上是東海道本線（詳情參見路線條目與鐵道路線的名稱），但此站只有行走電車線的京濱東北線列車停靠，旅客導覽不顯示「東海道（本）線」。依據特定都區市內，本站屬於「東京都區內」。

## 車站構造
本站為島式月台1面2線的地面車站，設有跨站式站房。設有綠窗口、自動閘機、指定席售票機。

### 月台配置
| 月台 | 路線       | 方向 | 目的地                     |
| ---- | ---------- | ---- | -------------------------- |
| 1    | 京濱東北線 | 南行 | 蒲田、川崎、橫濱、大船方向 |
| 2    | 京濱東北線 | 北行 | 品川、東京、上野、大宮方向 |

（來源：JR東日本：車站構內圖（页面存档备份，存于））

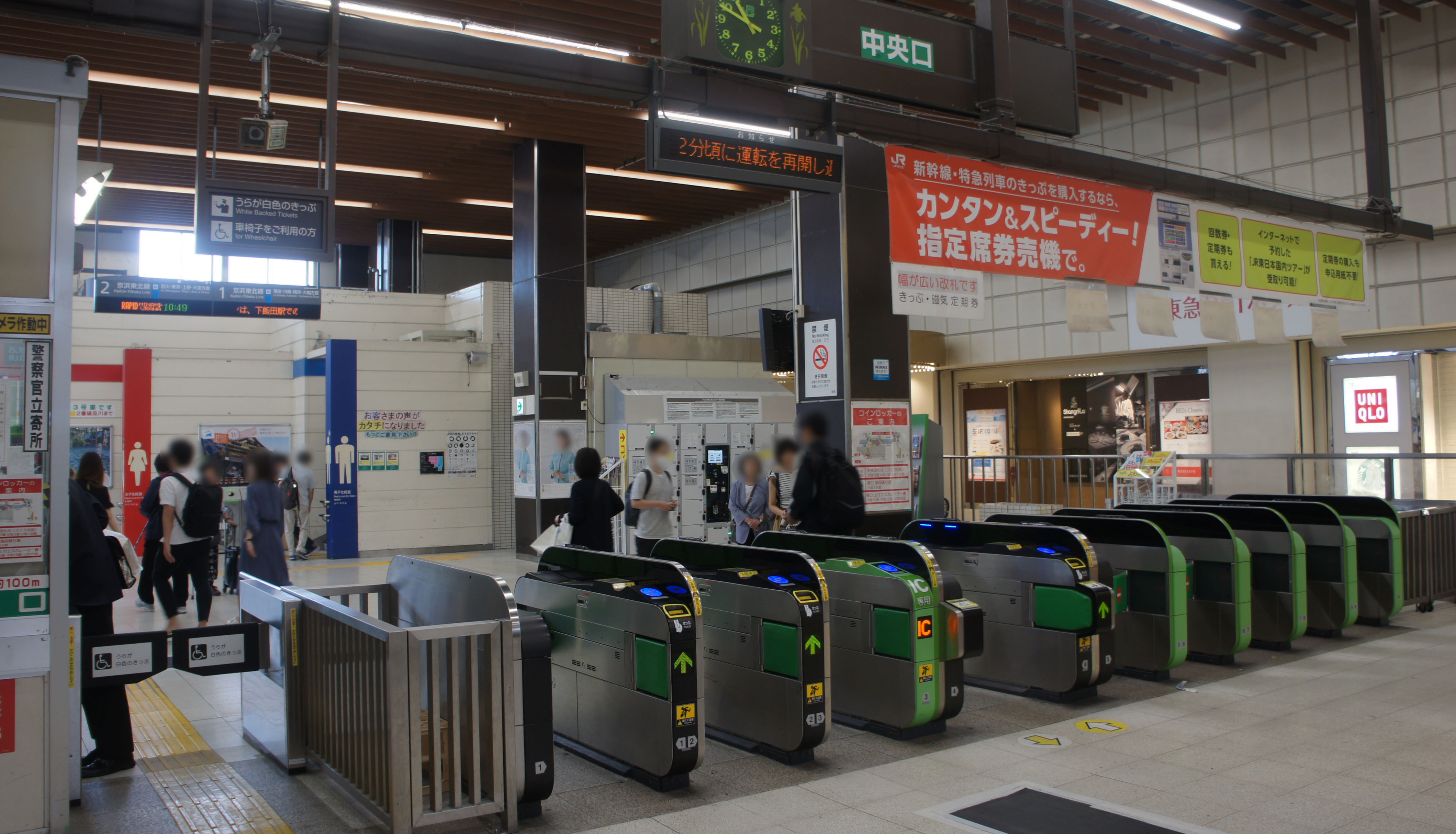
中央驗票口（2019年6月）
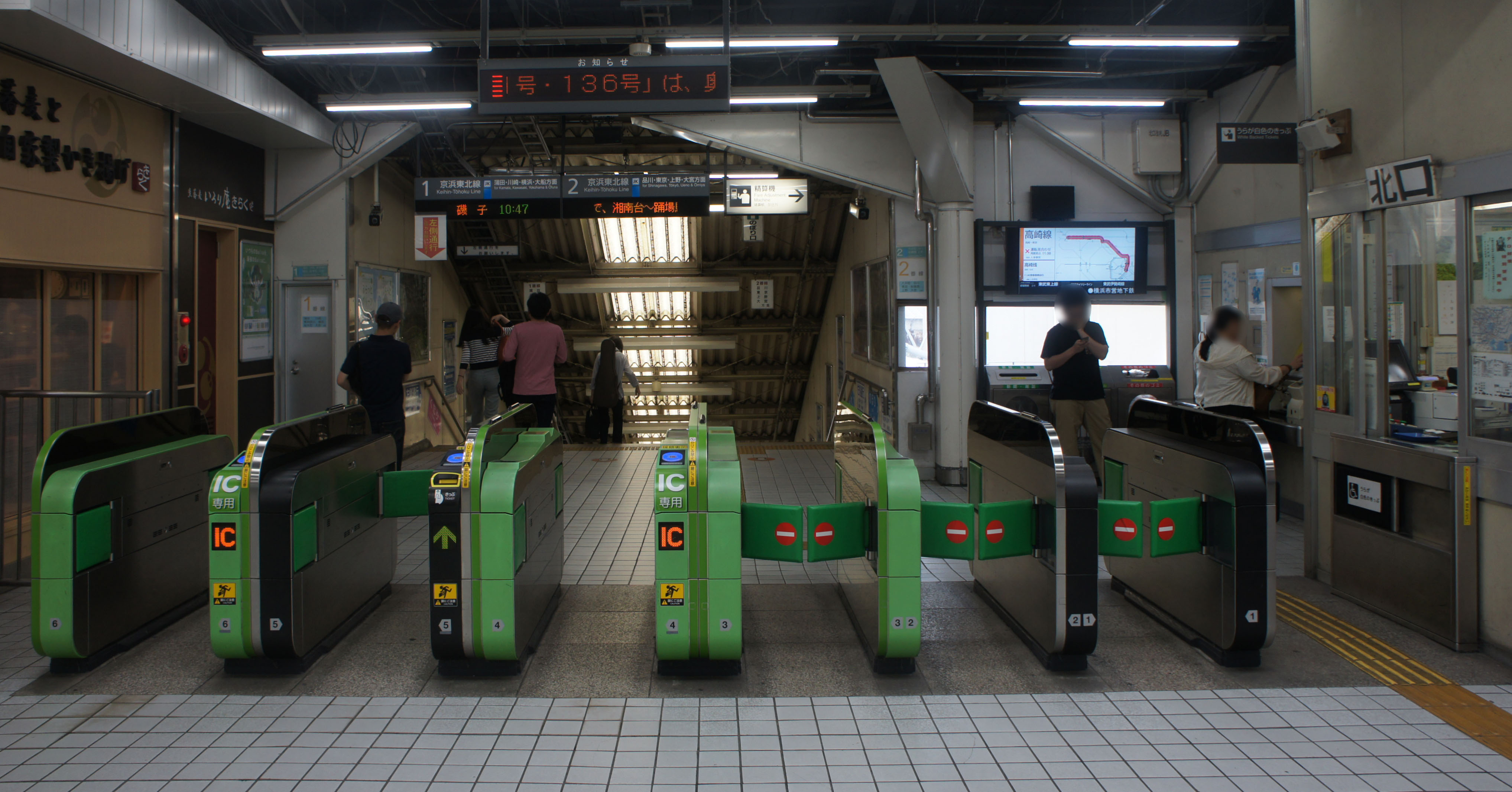
北驗票口（2019年6月）
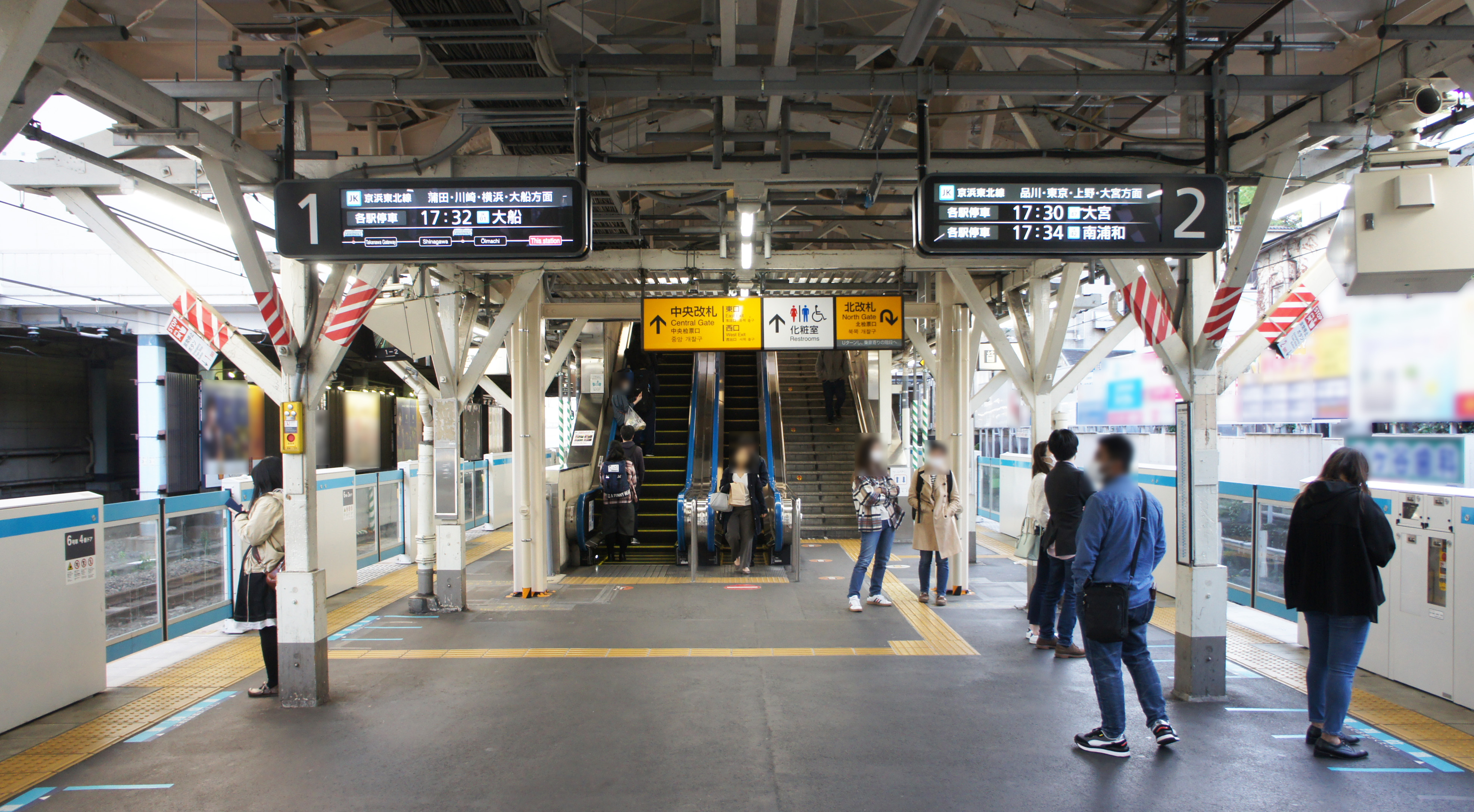
月台（2021年4月）

## 使用情況
2019年（令和元年）度的1日平均上車人次為96,314人。JR東日本車站第45位。此站是不與其他路線接續的JR車站當中上下車人次最多的。
近年的推移如下表。
| 年度               | 1日平均 上車人次 | 來源     |
| ------------------ | ---------------- | -------- |
| 1989年（平成元年） | 85,084           | [ * 1 ]  |
| 1990年（平成02年） | 87,279           | [ * 2 ]  |
| 1991年（平成03年） | 91,345           | [ * 3 ]  |
| 1992年（平成04年） | 93,068           | [ * 4 ]  |
| 1993年（平成05年） | 94,159           | [ * 5 ]  |
| 1994年（平成06年） | 93,159           | [ * 6 ]  |
| 1995年（平成07年） | 92,153           | [ * 7 ]  |
| 1996年（平成08年） | 91,893           | [ * 8 ]  |
| 1997年（平成09年） | 92,416           | [ * 9 ]  |
| 1998年（平成10年） | 91,332           | [ * 10 ] |
| 1999年（平成11年） | 90,444           | [ * 11 ] |
| 2000年（平成12年） | 90,159           | [ * 12 ] |
| 2001年（平成13年） | 90,149           | [ * 13 ] |
| 2002年（平成14年） | 90,413           | [ * 14 ] |
| 2003年（平成15年） | 90,426           | [ * 15 ] |
| 2004年（平成16年） | 89,656           | [ * 16 ] |
| 2005年（平成17年） | 88,049           | [ * 17 ] |
| 2006年（平成18年） | 89,323           | [ * 18 ] |
| 2007年（平成19年） | 92,022           | [ * 19 ] |
| 2008年（平成20年） | 93,057           | [ * 20 ] |
| 2009年（平成21年） | 92,427           | [ * 21 ] |
| 2010年（平成22年） | 91,601           | [ * 22 ] |
| 2011年（平成23年） | 90,946           | [ * 23 ] |
| 2012年（平成24年） | 91,774           | [ * 24 ] |
| 2013年（平成25年） | 92,962           | [ * 25 ] |
| 2014年（平成26年） | 93,095           | [ * 26 ] |
| 2015年（平成27年） | 94,949           | [ * 27 ] |
| 2016年（平成28年） | 95,189           | [ * 28 ] |
| 2017年（平成29年） | 96,181           | [ * 29 ] |
| 2018年（平成30年） | 96,972           | [ * 30 ] |
| 2019年（令和元年） | 96,314           |          |

## 事故
1885年10月1日，一輛由新橋前往本站的臨時列車（池上本門寺的參拜列車，14節客車編組）在自下行路軌切換到上行路軌的過程中，在轉轍器上發生客車脫軌翻車的意外，造成乘客一死一傷，是日本鐵路史上第一起牽涉到旅客死亡的事故。

## 相鄰車站
東日本旅客鐵道
 京濱東北線
■快速、■各站停車
大井町（JK 19）－大森（JK 18）－蒲田（JK 17）

### 使用情況
1. ↑  東京都統計年鑑 （页面存档备份，存于） - 東京都
2. ↑  大田区政ファイル （页面存档备份，存于） - 大田区

JR東日本1999年度以後的上車人次
1. ↑  各駅の乗車人員（1999年度） （页面存档备份，存于） - JR東日本
2. ↑  各駅の乗車人員（2000年度） （页面存档备份，存于） - JR東日本
3. ↑  各駅の乗車人員（2001年度） （页面存档备份，存于） - JR東日本
4. ↑  各駅の乗車人員（2002年度） （页面存档备份，存于） - JR東日本
5. ↑  各駅の乗車人員（2003年度） （页面存档备份，存于） - JR東日本
6. ↑  各駅の乗車人員（2004年度） （页面存档备份，存于） - JR東日本
7. ↑  各駅の乗車人員（2005年度） （页面存档备份，存于） - JR東日本
8. ↑  各駅の乗車人員（2006年度） （页面存档备份，存于） - JR東日本
9. ↑  各駅の乗車人員（2007年度） （页面存档备份，存于） - JR東日本
10. ↑  各駅の乗車人員（2008年度） （页面存档备份，存于） - JR東日本
11. ↑  各駅の乗車人員（2009年度） （页面存档备份，存于） - JR東日本
12. ↑  各駅の乗車人員（2010年度） （页面存档备份，存于） - JR東日本
13. ↑  各駅の乗車人員（2011年度） （页面存档备份，存于） - JR東日本
14. ↑  各駅の乗車人員（2012年度） （页面存档备份，存于） - JR東日本
15. ↑  各駅の乗車人員（2013年度） （页面存档备份，存于） - JR東日本
16. ↑  各駅の乗車人員（2014年度） （页面存档备份，存于） - JR東日本
17. ↑  各駅の乗車人員（2015年度） （页面存档备份，存于） - JR東日本
18. ↑  各駅の乗車人員（2016年度） （页面存档备份，存于） - JR東日本
19. ↑  各駅の乗車人員（2017年度） （页面存档备份，存于） - JR東日本
20. ↑  各駅の乗車人員（2018年度） （页面存档备份，存于） - JR東日本
21. ↑  各駅の乗車人員（2019年度） （页面存档备份，存于） - JR東日本

東京都統計年鑑
1. ↑  .   [2017-11-11]. （原始内容存档于2016-03-05）.
2. ↑  .   [2017-11-11]. （原始内容存档于2016-03-05）.
3. ↑  .   [2017-11-11]. （原始内容存档于2016-03-05）.
4. ↑  .   [2017-11-11]. （原始内容存档于2013-08-15）.
5. ↑  .   [2017-11-11]. （原始内容存档于2013-02-03）.
6. ↑  .   [2017-11-11]. （原始内容存档于2013-02-03）.
7. ↑  .   [2017-11-11]. （原始内容存档于2013-02-03）.
8. ↑  .   [2017-11-11]. （原始内容存档于2013-02-03）.
9. ↑  .   [2017-11-11]. （原始内容存档于2016-03-04）.
10. ↑  東京都統計年鑑（平成10年）PDF
11. ↑  東京都統計年鑑（平成11年）PDF
12. ↑  .   [2017-11-11]. （原始内容存档于2016-03-04）.
13. ↑  .   [2017-11-11]. （原始内容存档于2016-03-04）.
14. ↑  東京都統計年鑑（平成14年）[永久][]
15. ↑  東京都統計年鑑（平成15年）[永久][]
16. ↑  東京都統計年鑑（平成16年）[永久][]
17. ↑  東京都統計年鑑（平成17年）[永久][]
18. ↑  東京都統計年鑑（平成18年）[永久][]
19. ↑  東京都統計年鑑（平成19年）[永久][]
20. ↑  東京都統計年鑑（平成20年）[永久][]
21. ↑  .   [2017-11-11]. （原始内容存档于2016-03-26）.
22. ↑  .   [2017-11-11]. （原始内容存档于2016-03-27）.
23. ↑  .   [2017-11-11]. （原始内容存档于2016-03-25）.
24. ↑  .   [2017-11-11]. （原始内容存档于2016-03-27）.
25. ↑  東京都統計年鑑（平成25年）[永久][]
26. ↑  .   [2017-11-11]. （原始内容存档于2017-07-30）.
27. ↑  .   [2017-11-11]. （原始内容存档于2018-11-09）.
28. ↑  .   [2020-07-28]. （原始内容存档于2019-05-02）.
29. ↑  .   [2020-07-28]. （原始内容存档于2019-12-03）.
30. ↑  .   [2020-07-28]. （原始内容存档于2020-08-04）.

## 外部連結
- 車站資訊（大森）：東日本旅客鐵道